# رباط‌های پشتی میخی‌ناوی
رباط‌های پشتی میخی‌ناوی (انگلیسی: Dorsal cuneonavicular ligaments) رباط‌ها و نوارهای رشته‌ای هستند که سطح پشتی استخوان ناوی را به سطح پشتی سه استخوان میخی متصل می‌کند.

## نگارخانه

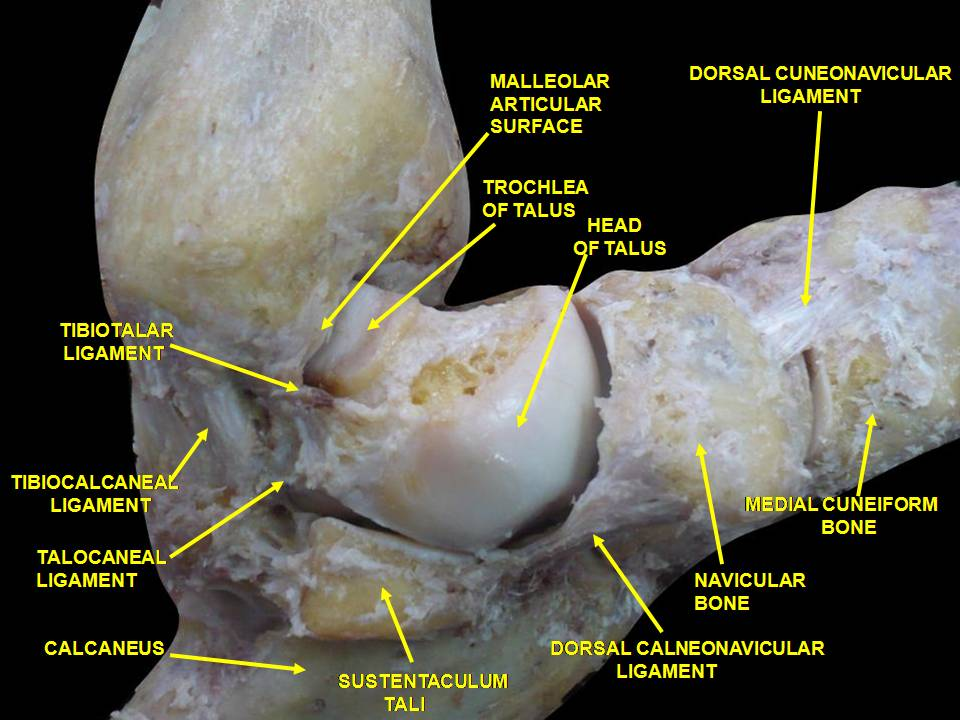
Ankle joint. Deep dissection.
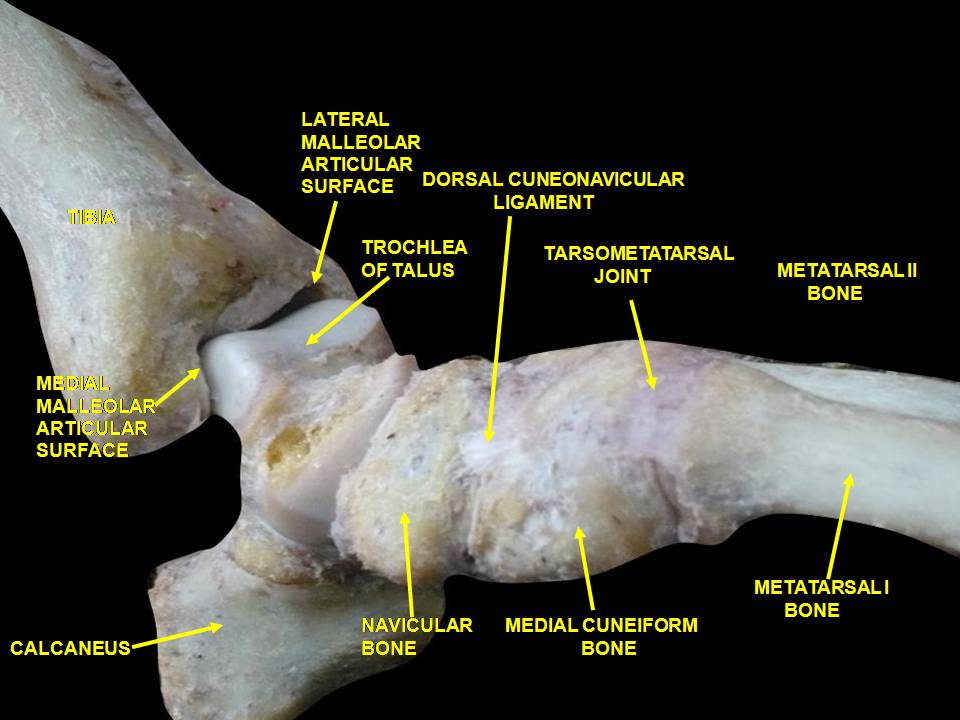
Ankle joint. Deep dissection.